# Abraham Cusin
Pour les articles homonymes, voir Cusin.
Abraham Cusin est le nom porté par trois horlogers du XVIIe siècle, dont en tout cas  deux sont  français, et dont en tout cas deux ont des liens étroits avec la République de Genève .
Le plus ancien, attesté dès 1593, fils de Charles ayant émigré d’Autun à Genève et devenu bourgeois de Genève en 1587, était installé à Nevers. Il est mentionné à de nombreuses reprises dans les registres de la ville, à propos de payements pour des montres et des horloges. Il avait également la charge d'entretenir l'horloge de la tour de la ville. Il connut quelques difficultés à cause de sa religion protestante,.
Le second est mentionné comme maître horloger à Corbigny en 1651, et jusqu’en 1682. L'une de ses montres (datée  de 1660-70) appartient aux collections du Metropolitan Museum of Art à New York .
Le troisième est maître horloger à Chêne près de Genève, où il forme Jean des Arts en 1689. 